# Hôtel Yas Marina
L'Hôtel Yas Marina est un hôtel situé à Abou Dabi, capitale des Émirats arabes unis. Réalisé par Asymptote Architecture, il s'agit du premier hôtel au monde à surplomber une piste de Formule 1, le circuit Yas Marina.